# Sydney Plaatjies
Sydney Plaatjies est un footballeur namibien né le 25 novembre 1981 à Mariental. Il joue au poste de milieu de terrain.
Il a participé à la Coupe d'Afrique des nations 2008 avec l'équipe de Namibie.

## Carrière
- 2000-2006 : Blue Waters ( Namibie)
- 2006-2008 : Jomo Cosmos ( Afrique du Sud)
- 2008-2011 : Mamelodi Sundowns ( Afrique du Sud)
- 2012 : TDCS Dong Thap FC ( Viêt Nam)